# Parlamento de Navarra
Das Parlament von Navarra (spanisch: Parlamento de Navarra, baskisch: Nafarroako Parlamentua) ist die Volksvertretung und gesetzgebende Gewalt der Autonomen Gemeinschaft Navarra im Königreich Spanien.

## Geschichte
Nach der Franco-Diktatur wurde Navarra eine von 17 Autonomen Gemeinschaften in Spanien. Die Autonomie Navarras stützt sich nicht nur auf die Bestimmungen der spanischen Verfassung von 1978 über die mögliche Gründung von Autonomen Gemeinschaften, sondern auch auf die historischen Rechte der über Fueros verfügenden Territorien, die von der spanischen Verfassung ausdrücklich anerkannt wurden und die im Falle Navarras auf das ehemalige Königreich Navarra zurückgehen, welches bis Mitte des 19. Jahrhunderts seine eigenständigen inneren Institutionen behielt. Ab 1978 bestand daher übergangsweise das Parlamento Foral de Navarra. Das „Autonomiestatut“ Navarras ist das Ley Orgánica 13/1982, de 10 de agosto, de Reintegración y Amejoramiento del Régimen Foral de Navarra (LORAFNA). Die Fueros sind auch Grundlage der vollständigen finanziellen Autonomie Navarras (vergleichbar nur mit dem Baskenland). 
Das Parlament wird für vier Jahre gewählt. Es bestimmt den Regionalpräsidenten der Autonomene Gemeinschaft, der die Regierung führt. Die Politikfelder Bildung, Soziales, Wohnungsbau, Stadtentwicklung und Umweltschutz fallen in die Kompetenz der Autonomen Gemeinschaft.
Die Politik in Navarra ist geprägt von einer heftigen Rivalität zwischen zwei Blöcken, die unterschiedliche nationale Identitäten repräsentieren, die Teil der Gesellschaft von Navarra sind: die baskisch-nationalistisch Partei EH Bildu und die pro-baskischen Geroa Bai auf der einen Seite und die pro-spanischen Parteien UPN, PP und PSN auf der anderen Seite.

## Zusammensetzung
Das Parlament setzt sich gemäß dem Autonomiestatut vom 10. August 1982 aus 50 Abgeordneten zusammen, die in allgemeinen Wahlen gewählt werden. 
Bei den Wahlen 2019 gewannen die Mitte-Rechts-Parteien, die sich zur Plattform Navarra Suma zusammenschlossen hatten. Zusammen gewannen UPN, PP und Ciudadanos 20 Abgeordnete, 40 % der Sitze im Parlament von Navarra, obwohl sowohl Geroa Bai als auch EH Bildu ihren Stimmenanteil erhöhten. María Chivite von der PSN mit 24 von 50 Stimmen bei 9 Enthaltungen zur Regionalpräsidentin gewählt. 
Nach den Wahlergebnissen vom 14. August 2023 wurde María Chivite von der PSN mit 21 von 50 Stimmen bei 9 Enthaltungen erneut zur Regionalpräsidentin gewählt.
Wahlergebnisse der Parlamentswahlen vom 28. Mai 2023:
| Partei                                        | %     | Sitze | Diff. |
| --------------------------------------------- | ----- | ----- | ----- |
| Unión del Pueblo Navarro (UPN)                | 27.93 | 15    | ±0    |
| Partido Socialista de Navarra-PSOE (PSN–PSOE) | 20.70 | 11    | ±0    |
| Euskal Herria Bildu (EH Bildu)                | 17.28 | 9     | +2    |
| Geroa Bai (GBai)                              | 13.29 | 7     | –2    |
| Partido Popolar (PP)                          | 7.19  | 3     | +1    |
| Contigo/Zurekin                               | 6.09  | 3     | ±0    |
| Vox                                           | 4.28  | 2     | +2    |
| Ciudadanos (CS)                               | 0.38  | 0     | –3    |

## Parlamentspräsident
Der Präsident des Parlaments vertritt das Parlament, sorgt für den ordnungsgemäßen Ablauf der Arbeiten, leitet die Aussprachen, hält die Ordnung aufrecht und ordnet Zahlungen an.
| Legislaturperiode | Präsidenten                     | Präsidenten                        | Partei   | Amtsbeginn    | Amtsende      |
| ----------------- | ------------------------------- | ---------------------------------- | -------- | ------------- | ------------- |
| I.                |                                 | Balbino Bados Artiz                | UPN      | 8. Juni 1983  | 4. Juli 1987  |
| II.               | Ignacio Javier Gómara Granada   | 4. Juli 1987                       | UPN      | 24. Juni 1991 |               |
| III.              |                                 | Javier Otano Cid                   | PSN-PSOE | 24. Juni 1991 | 26. Juni 1995 |
| IV.               | María Dolores Eguren Apesteguía | 26. Juni 1995                      | PSN-PSOE | 2. Juli 1999  |               |
| V.                | José Luis Castejón Garrués      | 2. Juli 1999                       | PSN-PSOE | 18. Juni 2003 |               |
| VI.               |                                 | Rafael Gurrea Induráin             | UPN      | 18. Juni 2003 | 20. Juni 2007 |
| VII.              |                                 | Elena Torres Miranda               | PSN-PSOE | 20. Juni 2007 | 15. Juni 2011 |
| VIII.             |                                 | Alberto Prudencio Catalán Higueras | UPN      | 15. Juni 2011 | 17. Juni 2015 |
| IX.               |                                 | Ainhoa Aznárez Igarza              | Podemos  | 17. Juni 2015 | 19. Juni 2019 |
| X.                |                                 | Unai Hualde Iglesias               | GBai     | 19. Juni 2019 | 16. Juni 2023 |
| XI.               | 16. Juni 2023                   | Unai Hualde Iglesias               | GBai     | Im Amt        |               |